# Trichotanypus obtusus
Trichotanypus obtusus är en tvåvingeart som först beskrevs av Jean-Jacques Kieffer 1918.  Trichotanypus obtusus ingår i släktet Trichotanypus och familjen fjädermyggor.
Artens utbredningsområde är Tjeckien. Inga underarter finns listade i Catalogue of Life.